# Giovanni Ciparissiota
Giovanni Ciparissiota (in greco Ἰωάννης Κυπαρισσιώτης?; 1310 circa – 1378 circa) è stato un teologo e letterato bizantino, uno dei massimi avversari del palamismo.

## Biografia
Giovanni Ciparissiota nacque nella prima metà del XIV secolo, probabilmente a Kyparissi, nel Peloponneso. A causa degli attacchi del patriarca di Costantinopoli, Filoteo Kokkinos fu costretto a lasciare il suo paese e a fuggire in occidente, dove si convertì al cattolicesimo. Negli anni 1376-1377 visse alla corte di papa Gregorio XI. Nei suoi scritti, molto apprezzati da Niceforo Gregora, combatté la dottrine di Gregorio Palamas..

## Opere
Le sue due opere più importanti sono l'Esposizione elementare di sentenze teologiche, e Contro l’eresia dei Palamiti. Quest'ultimo lavoro è un gigantesco trattato polemico in cinque parti, la maggior parte delle quali rimane ancora inedita. Della prima parte, intitolata Sui crimini dei Palamiti, sono stati pubblicati i libri 1 e 4 (Migne, PG 152, 664-737, che ristampa l'edizione del 1672 di François Combefis). La quinta parte dell'opera è una confutazione dettagliata del Λόγος σύντομος di Nilo Cabasila, ed è divisa in cinque libri. Ciparissiota in questo lavoro, come altrove, difende la semplicità divina; egli sostiene che non esiste una realtà intermedia tra l'increato e il creato, e che qualsiasi cosa non sia stata creata deve essere realmente identica all'unica natura divina. Il testo di questo lavoro è stato curato dal Dr. Stavros Maragoudaki e pubblicato ad Atene nel 1985.
L'Esposizione elementare di sentenze teologiche - anche nota con il titolo latino di Expositio elementaris eorum quae a theologis de Deo dicuntur (Τῶν θεολογικῶν ῥήσεων στοιχειώδης ἔκθεσις) - è un'opera meno apertamente polemica, anche se si occupa anch'essa di confutare la teologia palamita. È organizzata in dieci parti, ciascuna delle quali è ulteriormente suddivisa in dieci capitoli (da cui il titolo alternativo di Decadi). Albert Ehrhard ha definito questo lavoro "il primo tentativo [bizantino] di costruire una dogmatica sistematica alla maniera della scolastica occidentale".
Nelle parole di Ehrhard:
Migne ha ristampato la traduzione latina di quest'opera, realizzata da Francisco Torres alla fine del sedicesimo secolo (PG 152, 741-992). Più recentemente, è stata ripubblicata un'edizione del testo greco.